# Odoardo Vecchiarelli
Odoardo Vecchiarelli (Rieti, 1613 – Roma, 31 luglio 1667) è stato un cardinale e vescovo cattolico italiano.

## Biografia
Nacque nel 1613.
Papa Alessandro VII lo elevò al rango di cardinale nel concistoro del 29 aprile 1658.
Morì il 31 luglio 1667.

## Genealogia episcopale
La genealogia episcopale è:
- Cardinale Guillaume d'Estouteville, O.S.B.Clun.
- Papa Sisto IV
- Papa Giulio II
- Cardinale Raffaele Sansone Riario
- Papa Leone X
- Papa Paolo III
- Cardinale Francesco Pisani
- Cardinale Alfonso Gesualdo di Conza
- Papa Clemente VIII
- Cardinale Pietro Aldobrandini
- Cardinale Laudivio Zacchia
- Cardinale Antonio Barberini, O.F.M.Cap.
- Papa Clemente IX
- Cardinale Odoardo Vecchiarelli